# Jaap Hillenius
Jaap Hillenius (Amsterdam, 6 juni 1934 – aldaar, 26 augustus 1999) was een Nederlands kunstschilder, tekenaar, en graficus.

## Opleiding en docentschap
Hillenius volgde van 1952 tot 1957 lessen aan het Instituut voor Kunstnijverheidsonderwijs in Amsterdam en gaf zelf les aan de Rijksakademie van beeldende kunsten aldaar van 1982 tot 1990.

## Schilderstijl
Hillenius maakte schilderwerk in een eigentijdse variant van het impressionisme, waarbij een subtiel spel met kleurrijke vlekken in veelal abstracte combinaties zijn ideaalbeeld van de lichtval op een groep mensen op een zonnige dag in de schaduw van een boom aan het water lijken weer te geven. Hij tekende en schilderde in eerste instantie figuratief en noemde zichzelf in zijn beginjaren een 'gevoelig expressionist'.
Hij was later vooral geïnteresseerd in de menselijke waarneming. In reeksen werken onderzocht hij hoe door schilderkunstige accenten de oogbewegingen van de toeschouwer door het schilderij kunnen worden geleid. Naast schilderijen maakte hij tekeningen, aquarellen en grafiek. Ook realiseerde hij werk in de openbare ruimte. Zo maakte hij in 1993 een serie van acht geschilderde panelen aan sporthal Wibaut.
In terugblik spreekt men over zijn werk als 'een consistent oeuvre'. Hillenius was een pointillist en had als groot voorbeeld Dimanche d'été à la Grande Jatte van Seurat.

## Persoonlijk
Jaap Hillenius werd geboren als zoon van Jan Machiel Hillenius, bankemployee, en Johanna Petronella Dangermond. Hij was een jongere broer van de schrijver Dick Hillenius, wiens boek De vreemde eilandbewoner (1967) hij illustreerde, en was getrouwd met schilder en fotograaf Mies de Roos (1934-2008). Vanaf de jaren 60 werkte hij in een atelier in de tuin van Aldo en Hannie van Eyck in Loenen aan de Vecht. Hij overleed op 65-jarige leeftijd toen hij op zijn fiets werd aangereden door een bestelwagen van TNT. Hillenius was op slag dood.

## Prijzen
- Henriëtte Roland Holstprijs
- Jeanne Oosting Prijs
- Koninklijke Subsidie voor de Schilderkunst
- Talentprijs
- Willink van Collenprijs

## Overige
- In 2006 ontstond de lange documentaire Jaap Hillenius, poging om dichterbij te komen van Kees Hin. In deze documentaire van 92 minuten wordt teruggekeken op leven en werk van de kunstenaar.

## Werk in openbare collecties (selectie)
- Rijksmuseum Amsterdam[5]
- Stedelijk Museum Amsterdam